# Latonopsis fasciculata
Latonopsis fasciculata är en kräftdjursart som beskrevs av Daday 1905. Latonopsis fasciculata ingår i släktet Latonopsis och familjen Sididae. Inga underarter finns listade i Catalogue of Life.